# Posorja
Posorja es una de las cinco parroquias rurales pertenecientes al cantón Guayaquil. Está ubicada al suroeste del cantón, y está limitada al norte por la parroquia de El Morro, al este por el canal del Morro, al sur por el golfo de Guayaquil, y al oeste por el cantón Playas.

## Historia
Posorja lleva su nombre, en honor a una princesa indígena de una tribu que existió por estos lugares hace mucho tiempo.
La princesa “Posorja”, quien le profetizó a Atahualpa, que unos hombres blancos, sentados en animales vendrían y dominarían el Tahuantisuyo, esto enfureció a Atahualpa, por lo que ordenó la muerte inmediata de la princesa. Esta, al enterarse de la sentencia, se fue a la playa y caminó en dirección al mar hasta que una ola la cubrió.
El sitio donde eso ocurrió, se conoce hoy como “la poza del cura” , pues allí, un sacerdote se metió a bañar y jamás volvió a salir.

## Contexto geográfico
Ubicado a 120 km de la ciudad de Guayaquil en la unión del océano Pacífico y el río Guayas, es una zona árida climatológicamente. Esta área tiene 24 000 habitantes Aproximadamente, de los cuales el 50% se dedica a la comercialización,de camarón pelado y actividades afines a la producción del camarón pomada amarillo del Golfo, el camarón es de la especie (Protrachypene Precipua)y es capturado por 40 embarcaciones de madera únicas autorizadas para realizar esta actividad.

### Suelo
En la parroquia Posorja se encuentra un suelo conformado mayormente por tierra de clase agrológica, estas tierras son limitadas ya que presentan condiciones físicas severas y requieren un tratamiento especial. Esta parroquia aunque en menor cantidad, también cuenta con áreas de conservación como manglares, vegetación, entre otras ; las mismas que protegen los suelos de la erosión manteniendo así la vida silvestre y sus diversas fuentes de agua.

### Agua
Posorja cuenta con varias fuentes de agua, la principal es la Cuenca del río Guayas, de la que se derivan varias subcuencas, entre las cuales encontramos: río Bapado, río Salitre y río Los Tintos. De igual manera cuenta con varios esteros como: Estero del Morro, Estero Data de Posorja, Estero La Jigua, Estero Sabanilla y Callejón de la Pitaya.
Uno de los mayores inconvenientes con el agua de esta parroquia es la contaminación de los canales, ocasionada por el mal tratamiento de la basura de los poblados al momento de recolectarla, aguas servidas y por desperdicios de la industria atunera.      

### Ecosistemas
Entre los ecosistemas encontrados tenemos el ecosistema de manglar, ecosistema oceánico y ecosistema de bosques de tierras bajas, estos ecosistemas representan un papel importante para la biodiversidad del sector. En la actualidad estos ecosistemas se encuentran en peligro por la intervención humana, ya que se percibe contaminación de la industria atunera, sobre pesca, expansión del sector camaronero y la tala de árboles.

## Turismo

### Playa Varadero
Posorja tiene una oferta turística concentrada en el proyecto “Playa Varadero”, esta playa se encuentra situada en el kilómetro 25 de General Villamil (Playas), vía Data – Posorja, ofrece una infraestructura muy turística y sus playas tienen una extensión de aproximadamente 2,8 km.

## Religión
Hay libertad religiosa desde 1904. El 93% de los habitantes son católicos.

## Educación
Existen 4 escuelas entre ellas están las públicas (financiadas por el gobierno), y las privadas.
- Mi Mañana. Escuela
- Unidad Educativa Particular "Santo Tomás De Aquino". Establecimiento que cuenta con Educación Inicial, Educación General Básica y Bachillerato General Unificado.
- Unidad Educativa Particular "Luis Chiriboga Manrique". Establecimiento que cuenta con Educación Inicial, Educación General Básica y Bachillerato General Unificado.
- Unidad Educativa "Luis Fernando Vivero". Establecimiento ofrece los niveles educativos: Educación General Básica además de Bachillerato General Unificado.

## Economía

### Pesca
La pesca es una de las principales actividades económicas de esta parroquia, esta se da gracias a su situación geográfica, la cual se ve en su mayoría rodeada por su franja costera.
La pesca se da en tres niveles:
Pesca artesanal, se encuentra repartida en dos caletas ubicadas en la cabecera parroquial y en Data de Posorja, uno de los mayores inconvenientes es que no existe un frigorífico para cubrir las caletas, esto produce que el precio de la pesca baje en épocas de abundancia; Pesca de tamaño medio la misma que se da más en camaroneras; Pesca de mayor calado la cual se concentra en su mayor medida a la industria del pescado y fábricas de enlatados.
Con el incremento de la polución marina, la concentración de grandes conglomerados industriales en pocas empresas y la alta tecnología en métodos de producción pesquera, que reducen la necesidad de mano de obra, el número de industrias ha disminuido hasta llegar actualmente a 3 empresas que dan trabajo a muchas personas, pero con salarios bajos. Una de ellas es NIRSA (Negocios Industriales Real)
A pesar de esto gracias a la Flota Pesquera Pomadera de Posorja el 50% de la población tiene como fuente fija de trabajo la actividad pesquera que se la conoce como la "Pomadera". Se refiere a la pesca del Camarón Pomada de la especie Protrachypene Precipua. Esta actividad es una pesca realizada por 40 embarcaciones menores de madera que proveen del producto en los muelles y genera trabajo ya que este camarón tiene que ser pelado.
Existen alrededor de 3.000 personas cabezas de familia que se dedican diariamente al pelado de este producto localmente en plantas artesanales y comunitarias donde se forman grupos de mujeres en su mayoría a pelar el camarón. Los "Pomaderos" como se le conoce a la flota pomadera de Posorja generan producción tanto para consumo y trabajo local como para exportación generando divisas para el Ecuador.
Posorja a pesar de ser una parroquia pequeña tiene un maravilloso proyecto a realizar que es el de puerto de aguas profundas, actualmente se encuentra en proceso. Este puerto de aguas profundas traerá mejoras para la parroquia y mejorará su turismo y economía.

### Agricultura
La agricultura, las actividades porcícolas y avícolas han persistido a pesar del suelo con el que cuenta esta parroquia el cual tiene características salitrosas.
En lo agrícola, los cultivos principales que predominan son de ciclo corto, entre ellos están : fréjol, tomate, ciruela, sandía, melón, pepino y pimiento.
El problema en este sector es la falta de infraestructura de riego lo cual hace que las tierras sean abandonadas en la época seca.

## Transporte público
El transporte público existente en la localidad es el autobús. Existen líneas que viajan diariamente desde Guayaquil vía Playas a Posorja.